# Илялов, Рамзи Ибрагимович
Рамзи Ибрагимович Илялов (тат. Рәмзи Ибраһим улы Илялов; 13 декабря 1923, Темясово, Бурзян-Тангауровский кантон, Башкирская АССР, РСФСР, СССР — 11 августа 2009, Казань) — татарский писатель, публицист, ветеран Великой Отечественной войны, член Союза писателей Татарстана.

## Биография
Родился 13 декабря 1923 года в селе Темясово Баймакского района Башкирской АССР. В 1940 году из 10 класса Янаульской средней школы уехал учиться в Ташкент, в авиашколу стрелков-бомбардировщиков. В 1942 году был направлен штурманом на фронт. Совершил восемнадцать боевых вылетов. В районе станции Котовичи Смоленской области подвергся атаке противника, был контужен. В связи с этим был переведен в 11-ю мотострелковую бригаду. 7 июля 1942 года вновь был ранен, многие годы числился в списках погибших. Боевой путь закончил в мае 1945 года в войсках НКВД. Рамзи Илялов был награжден орденом Отечественной войны I степени, орденом Славы III степени.
После войны работал в Уфимском районном отделе НКВД.
Проучившись два года в экстерном порядке, в 1947 году окончил историко-филологический факультет Казанского педагогического института, в 1949 году — Высшую дипломатическую школу МИД СССР.
С 1949 по 1968 год работал корреспондентом газет «Учительская газета», «Советский спорт», «Советская торговля», «Советский патриот».

## Интересный факт
В 1968 году исключен из партии за недовольство вторжением советских войск в Чехословакию. Через 21 год был вновь принят.

## Книги
Писал преимущественно на русском языке.
- «Сокол не прячется в стае» (1977).
- «Батыр уходит в легенду» (1984)
- Батыр уходит в легенду (2007). (О первом абсолютном чемпионе России по боксу Нуре Алимове)[1].

## Награды
- Орден Славы III степени.